# Comuna de Rutka-Tartak
Rutka-Tartak (polaco: Gmina Rutka-Tartak), (Lituano: Rūtelės valsčius) é uma gminy (comuna) na Polónia, na voivodia de Podláquia e no condado de Suwałki. A sede do condado é a cidade de Rutka-Tartak.
De acordo com os censos de 2004, a comuna tem 2301 habitantes, com uma densidade 24,9 hab/km².

## Área
Estende-se por uma área de 92,32 km², incluindo:
- área agricola: 68%
- área florestal: 24%

## Demografia
Dados de 30 de Junho 2004:
|                      | Total   | Total | Mulheres | Mulheres | Homens  | Homens |
| -------------------- | ------- | ----- | -------- | -------- | ------- | ------ |
|                      | pessoas | %     | pessoas  | %        | pessoas | %      |
| População            | 2301    | 100   | 1149     | 49,9     | 1152    | 50,1   |
| Densidade (pop./km²) | 24,9    | 100   | 12,4     | 12,4     | 12,5    | 12,5   |

De acordo com dados de 2002, o rendimento médio per capita ascendia a 1502,89 zł.

## Subdivisões
- Baranowo, Bondziszki, Ejszeryszki, Folusz, Ignatowizna, Jałowo, Jasionowo, Kadaryszki, Krejwiany, Kupowo, Lizdejki, Michałówka, Olszanka, Pobondzie, Postawele, Poszeszupie, Poszeszupie-Folwark, Potopy, Rowele, Rutka-Tartak, Sikorowizna, Smolnica, Trzcianka, Wierzbiszki.

## Comunas vizinhas
- Jeleniewo, Szypliszki, Comuna de Wiżajny.